# Georgi Dimitrov
Georgi Mihajlov Dimitrov (in bulgaro Георги Михайлов Димитров?; Kovačevci, 18 giugno 1882 – Mosca, 2 luglio 1949) è stato un politico bulgaro e primo ministro della Repubblica Popolare di Bulgaria.

## Primi anni
Intraprese la via della rivoluzione assieme al padre ed ai fratelli minori. Nella lotta morirono tre fratelli: il primo fu Kostadin che fu segretario del sindacato dei tipografi di Sofia. Poi fu la volta di Nikola arrestato ad Odessa in una tipografia clandestina del Partito socialdemocratico. Condannato all'esilio a vita in Siberia, morì alla vigilia della Rivoluzione. Il terzo fu Todor, che morì assassinato nella sede della polizia di Sofia nel 1925.
Nel 1896, a 14 anni, pubblicò con un operaio suo amico, il giornale "Chicchirichì", organo del partito Kastratelna (dal verbo Kastra: fustigare) e ne fu il redattore capo. Due anni dopo, Dimitrov fu eletto segretario dell'Unione sindacale dei tipografi di Sofia ed iniziò ad organizzare il movimento sindacale dei tipografi dell'intera Bulgaria. Nel 1902 aderisce al partito socialdemocratico.
Nel 1902 lavorò a Samokov nella tipografia del liceo americano, ma pochi mesi dopo venne ritenuto dalla direzione un operaio scomodo e fu messo alla porta. Così nel 1903, Dimitrov fece ritorno a Sofia e divenne segretario della sezione dei socialisti di sinistra.
Dimitrov, nel 1904, venne riconosciuto dal partito come un valoroso militante e quindi eletto membro della direzione dell'Unione generale dei sindacati operai. Dal 1905 al 1908, Dimitrov diresse gli scioperi dei minatori, della manifattura del tabacco e degli operai dei tessili e fu arrestato.

## Elezione a deputato ed esilio
Per decisione del partito, nel 1909, assunse la direzione del movimento sindacale operaio. Candidato nel 1913 alle elezioni politiche fu eletto deputato nonostante abbia trascorso il periodo della campagna elettorale in carcere e per dieci anni si batté contro la disoccupazione e il carovita.
Nel settembre del 1915 Dimitrov venne nuovamente arrestato per la sua attiva azione di propaganda contro il primo conflitto mondiale. Nel dopoguerra il vecchio Partito Socialdemocratico Bulgaro cambiò nome in Partito Comunista Bulgaro e si affiliò al Comintern.
Nel giugno del 1923 il primo ministro Aleksandăr Stambolijski venne deposto da un colpo di Stato guidato da Aleksandăr Cankov: i comunisti, alleati di Stambolijski, inizialmente furono riluttanti a intervenire ma in seguito organizzarono una rivolta contro Cankov. La ribellione, guidata da Dimitrov e sorretta da scarsissimi mezzi, fu sconfitta dopo una settimana: condannato a morte in contumacia Dimitrov si spostò prima in Jugoslavia, poi in URSS e infine in Germania dove divenne dirigente del Comintern.

### L'incendio del Reichstag e il processo
A seguito dell'incendio del Reichstag, avvenuto il 27 febbraio 1933, Dimitrov, che si trovava in Germania in qualità di dirigente del Comintern, finì sul banco degli imputati con l'accusa di aver contribuito ad appiccarlo: in realtà si trattava di una manovra del Partito Nazista che voleva dimostrare la colpevolezza dei comunisti per poter così avere la possibilità di scatenare la repressione contro qualsiasi opposizione senza attirarsi le ire dell'opinione pubblica tedesca e internazionale.
Al processo che ne seguì, Dimitrov dimostrò che i comunisti erano estranei all'incendio e che legittimo era il sospetto che i veri colpevoli fossero Hitler, Göring e Goebbels. Il procuratore generale, che per lunghi mesi aveva lavorato a fabbricare la falsa accusa, fu costretto nella sua requisitoria a proporre l'assoluzione per insufficienza di prove. Il 16 dicembre 1933 fu concesso a Dimitrov di pronunciare l'ultima dichiarazione dell'accusato:
Nel frattempo alcuni aviatori tedeschi che si trovavano in Russia furono arrestati: in cambio del loro rilascio, le autorità sovietiche vollero che a Dimitrov, Vasili Tanev e Blagoj Popov (anche loro coinvolti nel processo) fosse concesso di arrivare in URSS. Giunto in Unione Sovietica, Dimitrov ne ebbe la cittadinanza e nel 1934 venne nominato presidente del Comintern.

## La politica dei Fronti popolari

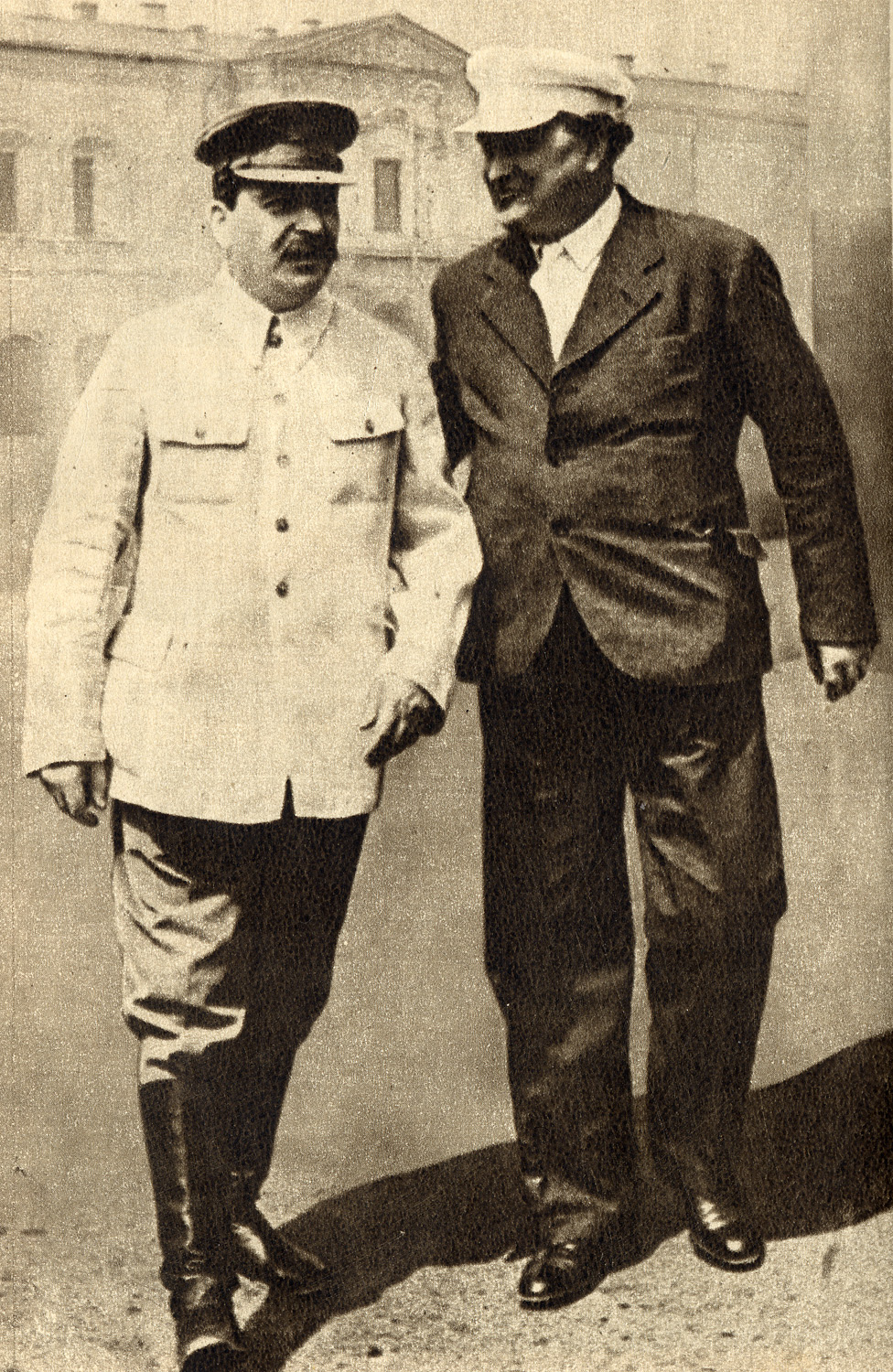
Stalin e Dimitrov nel 1936

Dimitrov fu protagonista indiscusso, assieme a Togliatti, del VII Congresso dell'Internazionale Comunista (estate 1935). Nel rapporto che tenne in quella occasione egli lanciò la strategia dei fronti popolari, che avrebbe permesso ai partiti comunisti di combattere meglio il fascismo e si sarebbe rivelata determinante nello scontro mondiale che si concluderà nel 1945 con la sconfitta del nazifascismo. Intanto il mandato di Dimitrov come segretario del Comintern terminò nel 1943, allorché si decise lo scioglimento dell'organizzazione come segno distensivo verso gli alleati angloamericani e in vista della costruzione di un diverso ordine mondiale fondato sull'unità delle forze antifasciste.
Dopo la rivoluzione del 9 settembre 1944 (nel corso del quale il Fronte Patriottico da lui fondato nel 1942 rovesciò il governo borghese del primo ministro Konstantin Muraviev) e la conclusione della seconda guerra mondiale, tornò in Bulgaria e nel 1946 ne divenne primo ministro (succedendo a Kimon Georgiev), mantenendo la carica fino alla morte.
Dopo aver preso il potere, Dimitrov nazionalizzò le banche e le imprese industriali e minerarie e collettivizzò l'agricoltura.
Sulla morte, avvenuta a Mosca ufficialmente a causa di un ricovero ospedaliero, permane il mistero. Dimitrov mostrò simpatia verso il nuovo corso della Jugoslavia di Tito, e per questo alcuni storici ipotizzano che Stalin non sia stato estraneo alla vicenda. Dopo la morte la salma rientrò a Sofia dove venne costruito a tempo di record, come a Mosca per Lenin, un mausoleo che avrebbe ospitato il corpo di Dimitrov imbalsamato dal 1949 al 1990 quando, a seguito del crollo del regime comunista bulgaro, il mausoleo fu chiuso. Da quel momento i resti di Dimitrov riposano nel cimitero centrale di Sofia. Nel 1999 il mausoleo, ormai vuoto, fu demolito.
Importante fu il ruolo che svolse nel tentativo di propugnare l'idea di diverse "vie nazionali al socialismo". Egli tentò di slacciarsi dalle dure linee guida staliniste per lo sviluppo del comunismo, pensando che fosse necessario per ogni paese dell'est Europa un diverso sviluppo socialista, il quale non doveva essere necessariamente quello dettato dall'URSS. Nell'immediato dopoguerra ebbe una certa risonanza la sua teoria, il che portò i paesi dell'est (Bulgaria, Romania, Ungheria, Polonia e Cecoslovacchia) a teorizzare una confederazione indipendente dall'URSS. Un ruolo preminente in questa alleanza veniva fornito dalla Jugoslavia di Tito.
In seguito, con la morte di Dimitrov e con la rottura delle relazioni diplomatiche tra la Jugoslavia e l'Unione Sovietica, i paesi dell'est Europa abbandonarono per sempre l'idea di una confederazione socialista indipendente dall'URSS, e nel 1955 aderirono al Patto di Varsavia.
Nel 1972 in suo onore venne rinominata la città di Melekes, ora Dimitrovgrad.

## Curiosità
Il compositore bulgaro Georgi Dimitrov (1904-1979), autore del secondo inno nazionale della Bulgaria, utilizzato proprio tra il 1949 e il 1951, è soltanto un omonimo dell'uomo politico bulgaro. Tuttavia, a causa di tale omonimia molti credettero che Dimitrov, oltre che uomo politico fosse anche compositore.

## Opere
- Georgi Dimitrov, Diario. Gli anni di Mosca (1934-1945), a cura di Silvio Pons, trad. F. Ibba e P. Rosafio, Collana Biblioteca di cultura storica, Torino, Einaudi, 2002.
- Giorgio Dimitrov, La classe operaia contro il fascismo, Edizioni di cultura sociale, Bruxelles, 1935.
- Giorgio Dimitrov, La terza internazionale, O.E.T.-Edizioni del secolo, Roma, 1945.
- Giorgio Dimitrov, Rapporto al V° Congresso del Partito operaio (com.) bulgaro, Documenti del Movimento Operaio Internazionale, a cura del centro diffusione stampa del P.C.I., Roma 1949.
- Georgi Dimitrov, Dal fronte antifascista alla democrazia popolare, Biblioteca della democrazia e del movimento operaio, Roma, Edizioni Rinascita, 1950.
- Giorgio Dimitrov, Cultura e arte, Edizioni di cultura sociale, Roma, 1954.
- Gheorghi Dimitrov, Opere scelte, 3 voll., Editori Riuniti, Roma, 1976.
- Georgi Dimitrov, The Diary of Georgi Dimitrov 1933-1949, Introduced and Edited by Ivo Banac, Yale University Press, 2003.